# Eugénisme libéral

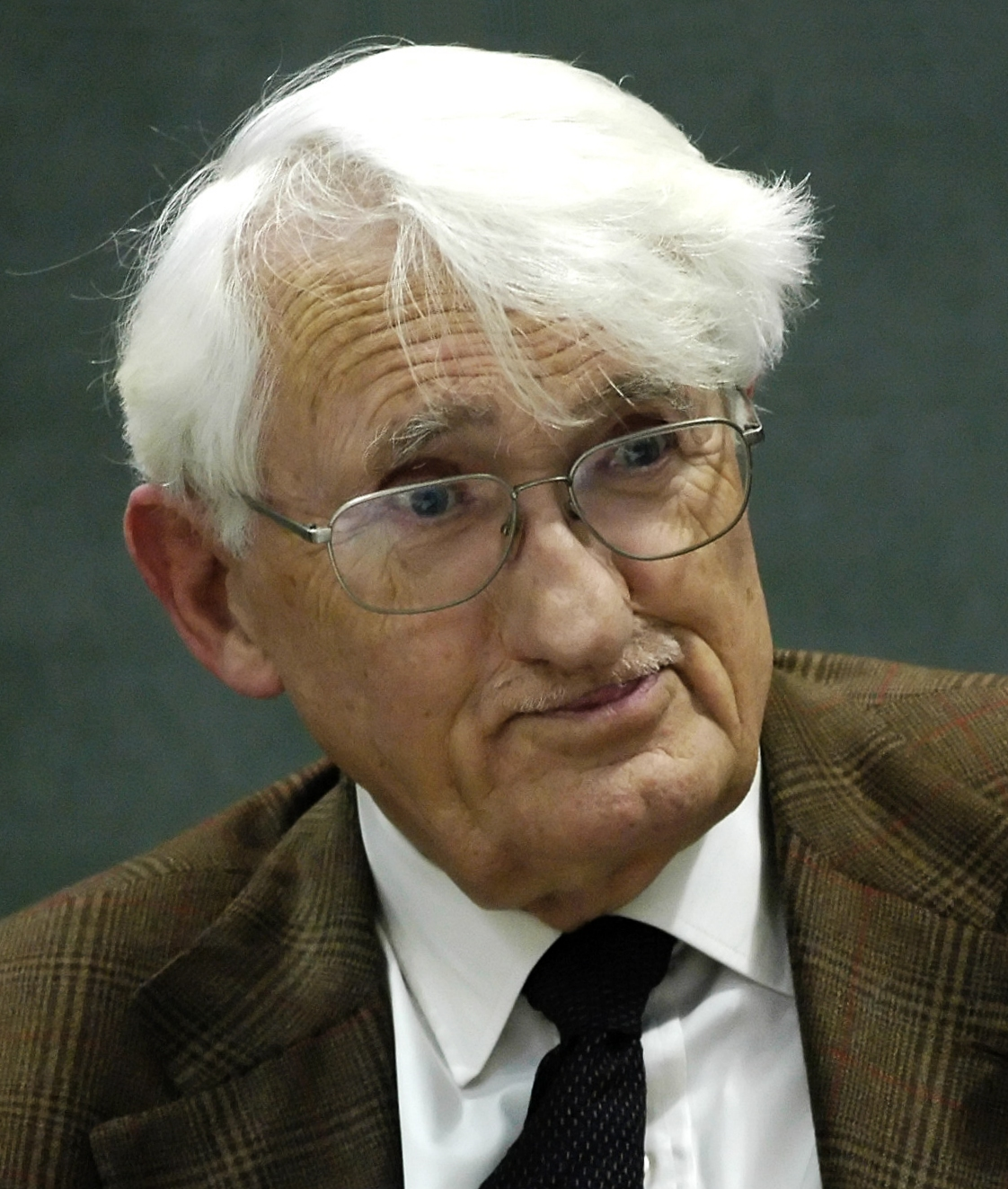
Jürgen Habermas, philosophe allemand à l'origine de la notion d'eugénisme libéral.

L'eugénisme libéral (ou néo-eugénisme ; nouvel eugénisme) est une forme d'eugénisme non-autoritaire, reposant sur une demande des futurs parents, au contraire de l'eugénisme développé historiquement dans le cadre de régimes politiques autoritaires. L'eugénisme libéral s'appuie sur la notion de liberté en matière de procréation, proposant des possibilités d'« amélioration génétique » des enfants à naître aux parents qui les souhaitent, et qui ont la possibilité de les financer. La modification anténatale des individus pourra « servir pour guérir des maladies génétiques, ou alors pour avoir des enfants « à la carte » ». 
La notion d'eugénisme peut être mobilisée différemment en fonction des maladies ou handicaps considérés. Certains entraînant des besoins médicaux lourds et une souffrance continue qui justifient moralement le recours à cet eugénisme, d'autres relèvent d'une particularité physique ou cognitive éloignée de la norme d'une société donnée, qui rendent cet eugénisme condamnable en termes de droits humains. Les questionnements sociaux dans ce champ voient s'affronter de nombreuses visions, impliquant des professionnels de santé, des philosophes et éthiciens, des parents et futurs parents, et les personnes malades ou handicapées elles-mêmes. 
L'eugénisme libéral remet en cause la définition de l'être humain, en le faisant passer du statut d'individu naturel à celui de projet médical conforme aux choix de ses parents. Des pratiques médicales modernes telles que le diagnostic préimplantatoire (DPI) et l'avortement sélectif peuvent relever d'une forme d'eugénisme libéral, dans la mesure où elles comportent un « tri » visent à éviter les naissances de personnes définies comme porteuses de handicaps détectables, tels d'une trisomie 21 ou une spina bifida. 

## Définition
Il existe de grandes divergences dans la définition de cet eugénisme, allant d'un refus du qualificatif d'« eugénisme » pour désigner les actes médicaux concernés, jusqu'à l'assimilation entre ces actes médicaux et la notion d'eugénisme historique génocidaire.
Les partisans de l'eugénisme libéral estiment que c'est aux parents de décider de modifier ou de sélectionner les embryons, plutôt qu'à l'État, comme cela peut être le cas avec les politiques d'eugénisme autoritaires. L'eugénisme libéral se différencie des politiques eugénistes historiques par l'importance accordée à la notion de choix parental, lequel devrait prévaloir sur le contrôle coercitif exercé par un gouvernement ou un État.
La notion d'eugénisme est déjà divisée entre « eugénisme négatif » (décourager ou empêcher les personnes considérées comme inférieures de se reproduire) et « eugénisme positif » (encourager ou forcer les personnes considérées comme supérieures à se reproduire). La notion d'eugénisme libéral se distingue par l'existence ou non d'un contrôle ; si les politiques d'eugénisme sous contrôle étatique coercitif sont éthiquement et moralement difficiles à défendre, il n'en est pas de même concernant l'eugénisme libéral, qui repose sur une demande des futurs parents : 

« Pourquoi ce nouvel eugénisme ne rencontre-t-il que de très faibles résistances ? Précisément parce qu’il est à la fois démocratique et économique : le peuple lui-même semble l’appeler de ses vœux alors que, parallèlement, le marketing des biotechnologies nourrit cette demande sociale. Cet eugénisme se révèle insidieux car il n’impose rien, mais propose en toute légalité des choix individuels prétendument libres. Cette forme d’eugénisme, douce et libérale, reste moins facile à identifier qu’un eugénisme despotique, arbitraire et brutal. »

— Gregory Katz-Bénichou
Habermas souligne le problème posé par l'abolition de la frontière entre le « naturel » et le « fabriqué », ce qui modifiera la perception que l'être humain a de lui-même, ne pouvant plus se définir en tant qu'individu, mais seulement en tant que projet conçu par d'autres (en l'occurrence, par ses parents et par des professionnels médicaux de la gestation). Pour le biologiste français Jacques Testart, la notion fondamentale définissant l'eugénisme est l'existence d'un « tri » sur la base d'une caractéristique médicalement définie, au sein d'une population humaine donnée. 
L'eugénisme libéral s'inscrit dans un processus de « commodification » de l'humain, puisqu'il s'agit de rendre l'enfant conforme aux attentes de ses parents, tel un « bien de consommation dont on ne veut pas s’il s’avère ‘non conforme’ aux attentes initiales ». La pression sociétale (norme sociale) joue un rôle important dans l'acceptation de cet eugénisme : bien que le néo-eugénisme soit basé sur la notion de liberté de choix des futurs parents, ce « choix » est en réalité conditionné par l'environnement social : le « choix » de mettre au monde un enfant trisomique plutôt qu'un enfant sans trisomie n'est pas libre dans la mesure où il est plus simple de céder à la pression de la norme que de revendiquer sa différence ou celle de son enfant, et où la société ne garantit pas d'assistance pour les familles des personnes handicapées.

## Actes médicaux concernés

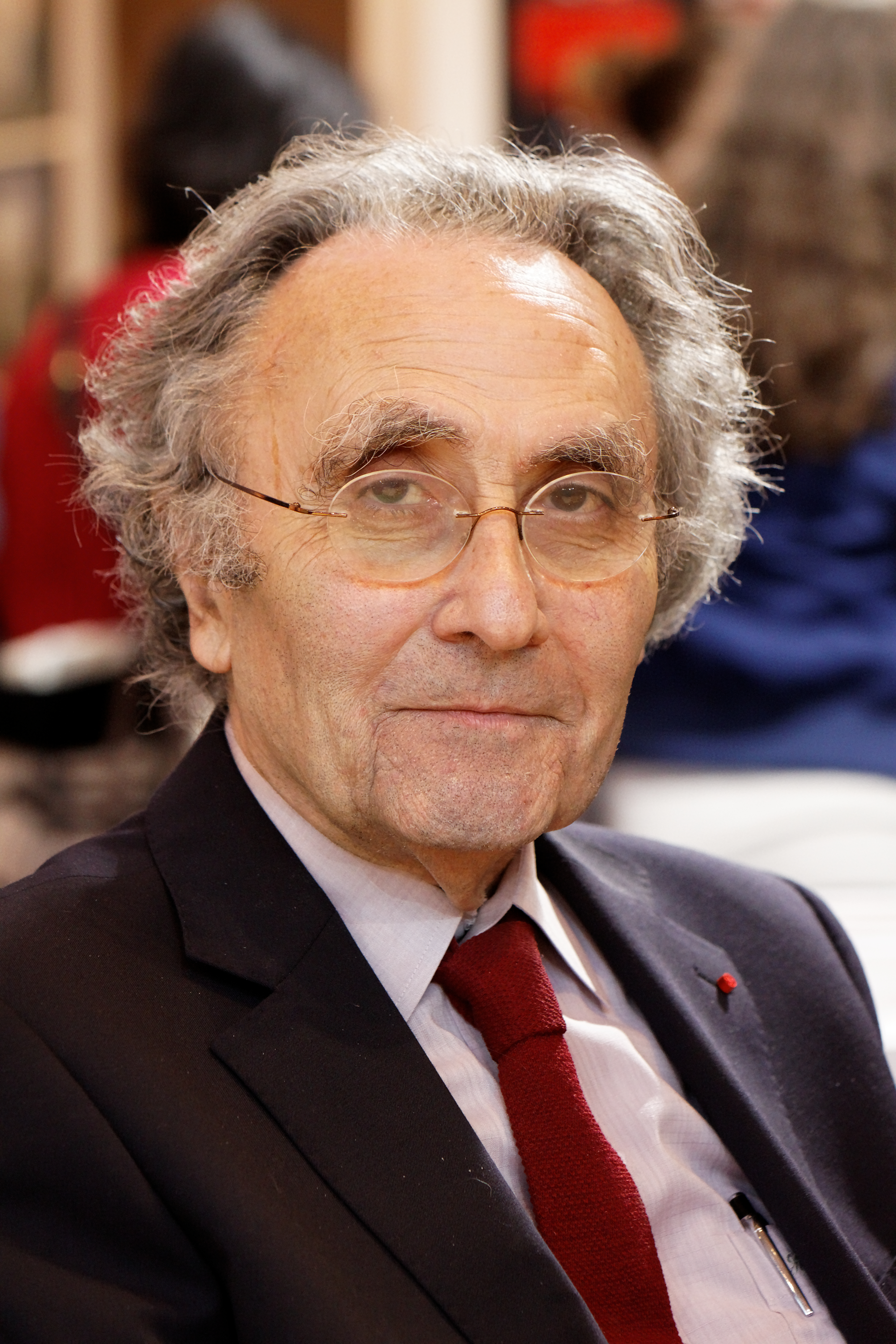
Henri Atlan (ici, en 2011) récuse que des actes médicaux ciblés et individuels, tels qu'une interruption médicale de grossesse, puissent être qualifiés d'eugénisme.

Les pratiques qui entrent potentiellement dans le champ de l'eugénisme libéral incluent : le diagnostic préimplantatoire, la sélection des embryons, la reproduction sélective, la recherche de l'humain augmenté grâce à l'usage des biotechnologies génétiques, les interventions sur l'embryon, et la thérapie génique,. L'élimination prénatale en fonction du sexe de l'enfant à naître (avortement sexo-sélectif), de même que l'interruption volontaire de grossesse et la réduction embryonnaire, n'entrent pas dans ce champ de définition, dans la mesure où des individus des deux sexes sont nécessaires à la continuité de l'espèce humaine d'une part, et où les deux pratiques suivantes ne comportent pas de tri particulier des enfants à naître, d'autre part. 
Pour le philosophe et médecin Henri Atlan, le qualificatif d'« eugénisme » ne concerne que l'élimination collective et sous contrainte de personnes déjà nées, et ne peut s'appliquer aux interruptions médicales de grossesse ni aux diagnostics préimplantatoires, reposant sur le consentement individuel des futurs parents de l'embryon ou du fœtus concerné. Pour Jacques Testart, au contraire, ces deux arguments qui réfutent que les interventions médicales anténatales modernes soient de l'eugénisme sont invalides : si la forme la plus visible d'eugénisme est une élimination de masse sans consentement, les pratiques individuelles appuyées sur le consentement d'ayant-droits pour l'embryon ou le fœtus concerné entrent elles aussi dans le champ de définition de l'eugénisme. Testart estime aussi qu'il est « trompeur de prétendre que des actes médicaux échapperaient à l'eugénisme par le fait même qu'ils résultent d'un examen individuel ». L'anthropologue et professeur des universités Charles Gardou rejoint cette définition, notant que les actes médicaux proposés dans les centres de dépistage prénatal rejoignent une notion d'« eugénisme tolérable ou souhaitable » du point de vue sociétal. 
Jean-Marie Le Méné note que la notion d'« eugénisme médical », telle que présentée en opposition à celle d'« eugénisme criminel », est définie comme un eugénisme justifié par de « bonnes intentions » et par une organisation dans l'intérêt des personnes concernées, mais il estime que rien ne la distingue, dans son application, d'un eugénisme criminel ou génocidaire.

### Diagnostic prénatal (DPN)
Le DPN pose une problématique éthique aux professionnels de la santé qui le pratiquent, celle des particularités detectées dont il est légitime d'informer les futurs parents, sachant que cette information peut conditionner une décision d'interruption de grossesse d'une part, et que les particularités detectables par cette technique sont de plus en plus nombreuses, d'autre part. 
Examen invasif, l'amniocentèse est à bien différencier d'une échographie. Par ailleurs, l'embryoscopie et la fœtoscopie constituent des techniques invasives de DPN, par repérage visuel anténatal de particularités de la tête ou des membres. Les progrès des techniques de DPN sont beaucoup plus rapides que ceux des soins et traitements des maladies et handicaps détectés.

### Diagnostic préimplantatoire
Pour Jaques Testart, le diagnostic préimplantatoire (DPI) constitue la pratique médicale dont la potentialité eugénique est la plus menaçante, puisqu'il permet un tri préimplantatoire entre des embryons considérés comme « normaux » et des embryons considérés comme ayant un « handicap », sans exclure de géniteurs : Jacques Testart estime que cette technique poussera à rendre la définition du handicap « de plus en plus subjective ». Il évoque un potentiel de tri des naissances bien plus important via cette technique qu'avec le DPN, puisque la femme engagée dans une démarche de DPI reçoit un traitement hormonal, potentiellement plusieurs fois en une année, donnant cinq à dix ovules à chaque collecte. Le DPI supprime aussi la résistance à l'eugénisme naturellement induite par l'épreuve que constitue un avortement pour une femme enceinte. Pour le philosophe Pierre Le Coz, au contraire, le DPI est un « bienfait », qui « permet à des couples accablés par un destin maudit de retrouver un projet de grossesse possible, alors que leur passé familial ou le handicap sévère d’un premier-né les aurait conduits à y renoncer ». Il ajoute que « les accusations d’eugénisme sont essentiellement le fait de catholiques intransigeants ». Pour le philosophe et politologue Pierre-André Taguieff, le DPI est une technique médicale sans risque d'eugénisme, comparable à un DPN pratiqué plus tôt durant la grossesse. Pour le médecin Yves Dumez, le DPI ne présente pas de risque eugénique tant qu'il n'est pas proposé à la population générale. Pour Catherine Bachelard-Jobard, le DPI deviendrait une technique clairement eugéniste s'il était pratiqué par complaisance, en sélectionnant les embryons selon les désirs des futurs parents ; par ailleurs, il entre par nature dans la définition de l'eugénisme négatif, dans la mesure où son application vise à réduire la présence de gènes considérés comme défectueux chez les enfants à naître.
Dans le cadre de la procréation médicalement assistée, une sélection des embryons peut avoir lieu avec ce diagnostic préimplantatoire. 
Henri Atlan considère le recours au DPI comme éthiquement acceptable, notamment dans le cas de parents d'un enfant gravement handicapé souhaitant éviter la naissance d'un second enfant gravement handicapé.

## Histoire
Comme le précise Jacques Testart, « l'eugénisme n’est pas une invention du régime nazi mais correspond à une pratique aussi variée que les cultures et aussi ancienne que l’humanité », ce qui le conduit à postuler que l'attitude eugéniste soit « naturelle chez l'homme ». Dès l'Antiquité, l'élimination physique des nouveau-nés présentant une difformité est pratiquée, notamment, à Sparte, en mobilisant une justification médicale, après examen du bébé par son père ou par un « conseil de sages ». D'après lui, l'eugénisme négatif s'est transformé et médicalisé, en passant de l'élimination physique (infanticide) à l'empêchement des individus concernés d'accéder à des droits reproductifs, que ce soit par la contrainte (Stérilisation contrainte) ou par le conseil médical (conseil génétique, certificat prénuptial en France...), ou bien en proposant aux parents d'éviter de mener la grossesse à son terme en alléguant de raisons médicales (Interruption médicale de grossesse en France). Le philosophe Bernard Andrieu note que la pratique de la stérilisation eugénique des personnes handicapées, qui a eu cours durant la seconde moitié du XXe siècle dans des pays occidentaux considérés comme démocratiques et avancés, a souvent été réalisée à la demande de leurs parents.
La notion d'eugénisme libéral est définie par le philosophe allemand Jürgen Habermas, dans son ouvrage L'avenir de la nature humaine : vers un eugénisme libéral ?, publié en 2001 en Allemagne, et depuis traduit dans de nombreuses langues, dont le français,. Certains de ses principes sont énoncés antérieurement : en 1962, le biologiste et historien Jean Rostand s'oppose aux prises de décisions eugénistes de la part des États dans son ouvrage L'homme, assurant que de telles demandes « émaneront de la conscience collective » si elles doivent entrer en vigueur.
Interrogé en 2002 à propos de ce concept d'eugénisme libéral vis-à-vis duquel il se montre très critique, Jürgen Habermas explique qu'il s'agit d'une « projection dans le futur ». Il décrit dans son livre les attentes de nombreux parents pour autoriser l'application et la diffusion sur le libre marché de techniques génétiques afin d'améliorer le génome de leurs enfants, citant en exemple le concept américain de « shopping in the genetic supermarket » (courses dans le supermarché génétique).
En 2004, le professseur d'éthique néo-zélandais Nicholas Agar publie un ouvrage pour défendre l'eugénisme libéral en tant que concept moralement acceptable. John Harris et Julian Savulescu, deux figures de la défense de cet eugénisme libéral, argumentent que les parents seraient dans l'obligation morale de faire appel aux technologies de la génétique pour améliorer leurs enfants.

## Contextualisation
Le contexte de capacitisme influe sur les choix individuels pour donner des résultats eugéniques, les normes sociales et la pression du marché créant une « obligation de concevoir le « meilleur enfant possible » » afin de maximiser ses chances de réussite dans la vie. L'eugénisme libéral est également à l'origine de l'idée, défendue par certains professionnels, selon laquelle il serait éthiquement légitime de donner aux parents une possibilité d'euthanasier leurs nouveau-nés handicapés.
D'après Robert Sparrow, le monde décrit par les personnalités qui soutiennent l'eugénisme libéral « n'est pas si différent de celui défendu par les eugénistes il y a cent ans ». Le Comité international de bioéthique a statué en 2015 sur le fait que l'eugénisme libéral ne doit pas être confondu avec les problèmes éthiques posés par les mouvements eugénistes du XXe siècle, mais que ce concept pose de nombreux problèmes en termes d'égalité entre les êtres humains, et ouvre de nouvelles possibilités de discrimination et de stigmatisation à l'égard de ceux qui ne pourront accéder (notamment pour raisons financières) à ces techniques.
Dans la Revue médicale suisse, le médecin et journaliste médical Jean-Yves Nau questionne, en 2007, une dérive de la France vers le « néo-eugénisme », notamment en raison du « caractère systématique des dépistages » constaté par Didier Sicard, lequel concerne aussi des particularités humaines telles que le syndrome de Marfan.

## Droits spécifiques des personnes soumises à l'eugénisme libéral
Les pays démocratiques n'établissent pas de liste de caractéristiques justifiant l'élimination d'un embryon ou d'un fœtus, car une telle liste serait contraire aux Droits de l'homme. En revanche, l'interruption de la grossesse est conseillée, et éventuellement acceptée, au terme d'un consensus entre des médecins et les futurs parents, une pratique qui rejoint celle, historique, des décisions d'infanticides,. 

### Droit de naître
Comme le note Charles Gardou, la société occidentale accepte désormais (en 2012) une forme de sélection médicale des enfants à naître, sans que soit mobilisée la notion d'eugénisme dans les discours, ni qu'un programme d'État coercitif n'en soit la cause. La Dr en droit (CNRS) Marie-Angèle Hermitte évoque la création de critères de légitimité de l'avortement définis dans les centres de dépistage prénatal en France, que Gardou décrit comme « les grandes lignes d'une doctrine de l'eugénisme tolérable ou souhaitable ». 
Le recours au diagnostic préimplantatoire et à l'interruption médicale de grossesse en cas de suspicion ou de découverte d'un handicap chez l'enfant à naître est conditionné par diverses normes et valeurs, mais aussi par la nature du handicap concerné. L'interruption de grossesse est ainsi particulièrement mobilisée en cas de handicap mental. La détection prénatale d'une trisomie 21, d'une anencéphalie, ou encore de la maladie du cri du chat, suscite, en France, une proposition systématique d'interruption de grossesse de la part des médecins qui réalisent le diagnostic prénatal.
Jacques Testart estime qu'il serait « contraire à la dignité humaine de refuser toute action eugénique quand des souffrances physiques ou mentales quasi permanentes empêchent l’expression de la personnalité ou interdisent toute jouissance » à la personne concernée. La difficulté éthique posée par l'eugénisme libéral découle du fait qu'il « n’est pas possible de définir la limite entre une maladie grave et un handicap léger, ni d’établir une liste limitée des affections » qui justifieraient un dépistage pré-implantatoire ou un dépistage prénatal. 

### Droits reproductifs
Les droits reproductifs des personnes handicapées ont longtemps été niés, entre autres à travers les pratiques de stérilisation à visée eugénique. Ces stérilisations, largement pratiquées dans les pays scandinaves pour exclure les personnes handicapées de la société, sont désormais en voie d'abandon. 
Si le droit des personnes handicapées à avoir une sexualité est reconnu, la question des droits reproductifs reste complexe, une part importante de la société considérant que la parentalité des personnes handicapées est problématique.

## Oppositions
L'eugénisme libéral est dénoncé par des militants des droits des personnes handicapées.

## Soutiens
En France, le député Philippe Berta a proposé le dépistage pré-implantatoire des aneuploïdies (et donc des trisomies) pour les embryons implantés aux femmes ayant recours à une PMA, ce qui a fait réagir Bruno Retailleau, le qualifiant de « démarche d'eugénisme ».
Laurent Alexandre prône la sélection génétique, en prenant pour exemple le cas d'Israël, « pays eugéniste qui a éradiqué la maladie de Tay-Sachs ».